# Francisco Alcuaz

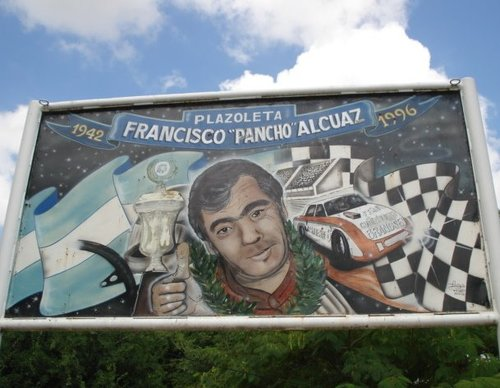
Cartel Mural erigido por la Peña «Cumelén Rucá» en un homenaje en la plazoleta que lleva su nombre.

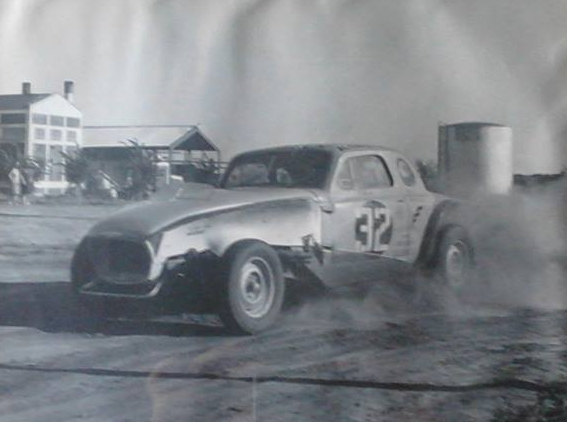
La cupé Chevrolet 1938 con la que «Pancho» Alcuaz debuta en el Turismo Carretera en la Vuelta de Casares de 1965.

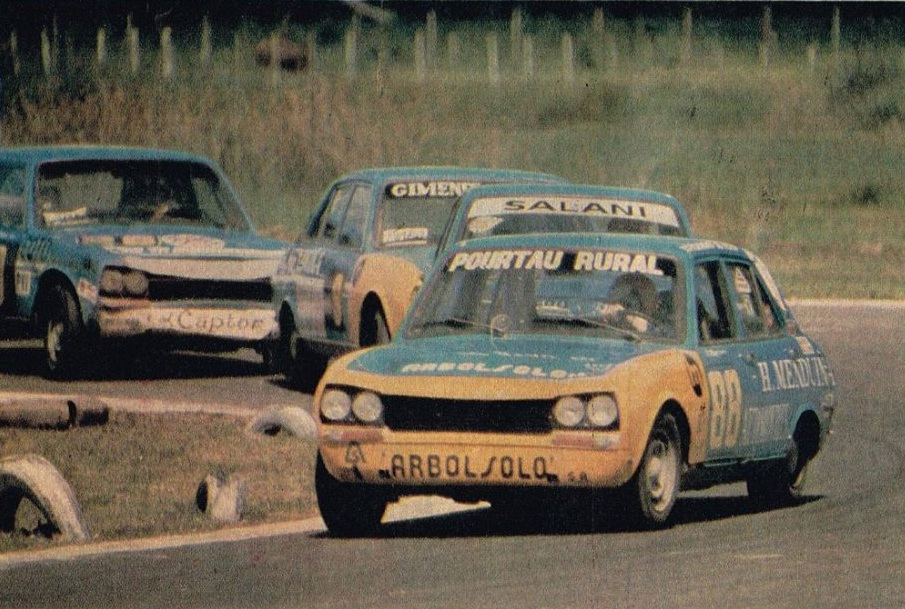
El Peugeot 504 TN #88 con el que logró su primer campeonato.

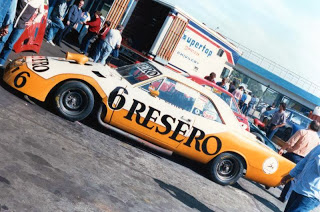
La famosa cupé Dodge «Resero» con la que «Pancho» Alcuaz inicia la temporada 1988 en Turismo Carretera.

Francisco Alcuaz (La Plata, 15 de octubre de 1942-General Madariaga, 28 de junio de 1996), también conocido como Pancho Alcuaz, fue un piloto de automovilismo argentino.

## Trayectoria
Si bien nació en La Plata, su familia residía en Brandsen y allí se crio. Su contacto con el automovilismo comenzó a través de sus tíos Francisco y Domingo «Pichín» Alcuaz, quienes corrieron con la marca Ford en Turismo Carretera entre los años 1938 y 1948.
En 1961 se inició en el deporte motor con un kárting Zanella preparado por su primo Eduardo Alcuaz en los motores y «Tito» Cobrán en el chasis, con el que participó en varias carreras de la zona ganando por primera vez en el circuito «Prado Español» de la localidad de Brandsen. También compitió en los «200 km de Buenos Aires» por el torneo sudamericano.
Su debut en el automovilismo nacional tuvo lugar en Turismo Carretera, en la «Vuelta de Carlos Casares» en 1965, al mando de una cupé Chevrolet 1938 preparada por los hermanos Toia de Avellaneda a la que llamaban «El Tiburón».
Ese mismo año del debut participó sin buenos resultados en las siguientes competencias: «Vuelta de Olavarría», «Vuelta de Tandil», «Vuelta de Pehuajó», «Triángulo del Oeste» y en el «Gran Premio ACA YPF».
En 1966 continúa en Turismo Carretera con la misma unidad de 1965 compitiendo solamente en «Vuelta de Lobos» y «Vuelta de Firmat».
En 1969 tras un tiempo de inactividad producto de un grave accidente particular que lo dejó postrado un año y medio, reaparece inscripto en «Vuelta de Salto», «Vuelta de Santa Fe» y «Autódromo de Buenos Aires» con un raro prototipo Ford construido por Carlos Marinangelli y preparado por Luis Toia. También se lo encuentra inscripto en «Vuelta de Hugues», «Vuelta de Chivilcoy», «Vuelta de Córdoba» y «Vuelta de Alto Valle» con Chevrolet.
En 1970 continuó en TC con un Ford Falcon propiedad de Eduardo Luis Usandizaga de Tandil, participando del «Gran Premio», donde vuelca espectacularmente, destruyendo el auto por completo y luego en la divisional TC Fórmula «A» con un Peugeot 404 propiedad de Fernando Mártore participando de «Vuelta de Bragado» y «Vuelta de los Cóndores».
En 1972 debutó con un triunfo en el Turismo Nacional, con un Peugeot 504 en la «Vuelta de Salta», carrera rutera tipo rally. 
Entre 1973 y 1976 participó esporádicamente en varios grandes premios invitado por el equipo oficial Peugeot de Turismo Nacional, ganando en las «6 horas del Pinar» en Uruguay y en «Las 20 horas del TN» en Buenos Aires en dupla con «Paco» Mayorga. También corre y gana con una berlina Fiat 125 en una pista de tierra de Coronel Pringles en 1975 y en 1976 participa en el «VI Gran Premio de la Montaña» reemplazando a Esteban Fernandino en una berlina Fiat 125 oficial.
En 1978 forma su primer equipo particular con miras al torneo CADAD paralelo al del ACA del Turismo Nacional. Ganó cuatro carreras consecutivas y obtuvo su primer título nacional, campeón argentino de TN-CADAD (categoría «C»), con un Peugeot 504 TN.
En 1979 siguió en el Turismo Nacional pista y además ganó el Rally del Impenetrable, en ambas categorías con sendos Peugeot 504 TN.
En 1980 el TN se reestructuró y se dividió en Pista y Rally, El equipo Peugeot contrató a «Pancho» Alcuaz y a Carlos «Pájaro» Garro de manera oficial para la divisional Rally. Participó en las dos clases con singular éxito y se consagró primer Campeón Nacional de Rally Argentino.
En 1980 participó también de manera oficial con Peugeot 504 en el primer Rally Codasur con puntaje para el campeonato mundial, ganando su clase y culminando como el mejor piloto al mando de un auto de fabricación nacional.
En 1980 el ACA lo condecoró como «Piloto del año» debido a sus resultados deportivos acontecidos tanto en el torneo nacional como en el sudamericano de rally.
En 1981 repitió su participación oficial Peugeot en el segundo Rally Codasur pero la rotura del motor lo deja afuera cuando disputaba el tercer puesto de la general con los autos importados. Asimismo este año obtuvo su cuarto y último campeonato, el de la clase «D» del Turismo Nacional.
En 1982 participó en algunas carreras del Club Argentino de Pilotos. Esta categoría reunía a los mejores pilotos del país y fue el comienzo del automovilísmo show caracterizado por el boom de importantes publicidades en los autos.
En 1984 retornó al rally, integrando una vez más el equipo oficial Peugeot junto a Carlos «Pájaro» Garro, Alfredo Pisandelli, «Cocho» López y Ricardo Albertengo, volviendo a su viejo amor, el Peugeot 504 (versión GRTN). En ese mismo año también volvió al TC, fue en la «Vuelta de Benito Juárez», conduciendo una cupé Dodge Polara con el número 143, preparada por Roberto «Canario» Díaz en los motores y Hugo Paini en el chasis. Su mejor año con ese modelo fue 1987, finalizando segundo en Olavarría y en el «Gran Premio de Tandil», bajando del número 92 al 6 de la clasificación en ese torneo.
En 1988 estrenó el número 6 en la famosa cupé Dodge «Resero» que le alquilaba a Gustavo Brescia y con la que volvió a los primeros planos en la parte inicial del campeonato. A lo largo de este año sucedieron diversos inconvenientes organizativos y se vio obligado a saltear de autos, volviendo a la vieja cupé Dodge de 1984/87 por algunas carreras.
A fines de 1988 y durante 1989 volvió a correr con un Ford Falcon del equipo «Quilmes Plas». En las temporadas 1990, 1991 nuevamente participa con una Dodge Polara de la peña de Mar del Plata dirigida por Raúl Diez, en 1993 con otra Dodge esta vez de la Peña de Mercedes, para finalmente cerrar su trayectoria con un Ford Falcon en 1994. Su última carrera fue el 20 de febrero de ese año, en la «Vuelta de Santa Teresita» en la que abandonó producto del incendio en la unidad sin consecuencias para la tripulación.
El 28 de junio de 1996 y por padecimientos de salud, fallece en su casa de la ciudad de Madariaga con apenas 53 años. Sus restos fueron despedidos en una ceremonia lluviosa y con todo el pueblo presente en su ciudad de origen y morada final, Brandsen.

## Homenajes
Una de las plazas de Brandsen lleva su nombre, se trata de la «Plazoleta Pancho Alcuaz» cita en la intersección de las calles Rivadavia y Sáenz Peña. En ella existe un monumento/mural erigido por la peña «Cumelén Rucá» que homenajea al tetracampeón local y una placa donada por el «Club Peugeot 504 Argentina» y el municipio de Brandsen donde se detallan sus logros deportivos.
El autódromo «Ciudad de Brandsen» también homenajeó a su máximo referente bautizando con su nombre al circuito principal.
En el Museo Juan Manuel Fangio de Balcarce se expone de por vida una réplica a escala real del Peugeot 504 TN con el que lograra su primer campeonato nacional.